# Joaquín Mariano Sucunza
Joaquín Mariano Sucunza (* 15. Februar 1946 in Pamplona, Spanien) ist Weihbischof in Buenos Aires.

## Leben
Joaquín Mariano Sucunza empfing am 27. November 1971 das Sakrament der Priesterweihe.
Am 22. Juli 2000 ernannte ihn Papst Johannes Paul II. zum Titularbischof von Saetabis und bestellte ihn zum Weihbischof in Buenos Aires. Der Erzbischof von Buenos Aires, Jorge Mario Bergoglio SJ, spendete ihm am 21. Oktober desselben Jahres die Bischofsweihe; Mitkonsekratoren waren die Weihbischöfe in Buenos Aires, Mario José Serra und Guillermo Leaden SDB.
Joaquín Mariano Sucunza ist seit dem 27. April 2002 zudem Generalvikar des Erzbistums Buenos Aires. Am 21. März 2013 wurde er zum Diözesanadministrator seiner Diözese bis zur Ernennung des neuen Erzbischofs gewählt. Durch die nur eine Woche später bekanntgegebene Ernennung Mario Aurelio Polis und dessen Amtseinführung am 20. April 2013 hatte er diese Funktion nur kurz inne.